# Cantagalo-Pavão-Pavãozinho
Cantagalo-Pavão-Pavãozinho, também conhecido como PPG, é um conjunto de favelas situado na fronteira entre os bairros de Ipanema e Copacabana, na Zona Sul do município do Rio de Janeiro, no Brasil.
Possui cerca de 5000 moradores. Por se situar em um morro próximo ao mar, possui uma das vistas mais privilegiadas da cidade. O conjunto de favelas, apesar de se situar em uma das zonas mais nobres da cidade, possui graves problemas sociais, como pobreza, violência e tráfico de drogas.
O conjunto tem atraído projetos sociais que visam a reverter tal situação. Além dos governos, da Organização das Nações Unidas para a Educação, a Ciência e a Cultura, de organizações não governamentais como a Escola Integral Solar Meninos de Luz, que atende há 30 anos, 430 crianças e jovens do Berçário até o Ensino Médio,  O Projeto Mulheres em Ação Literária que transforma mulheres afrodescendentes em escritoras Gratuitamente um projeto que têm como parceiros a editora Bibliomundi e o PPG Informativo ,O Projeto Mulheres em Ações Literárias .o Grupo Cultural AfroReggae, o projeto Dançando para Não Dançar e o Projeto Harmonicanto Música e Cidadania, que atende ha 10 anos, crianças e adolescentes com aulas de música, e oficinas educacionais. Possui como cartão de visitas um conjunto musical infantojuvenil, que tem mais de 300 apresentações musicais no currículo. Esportistas e artistas exercem atividades sociais na comunidade. Dentre eles, estão os integrantes do Cirque du Soleil, o documentarista João Moreira Salles e a bailarina Ana Botafogo. 
Ali, também funciona o Colégio Presidente João Goulart. A escola serve de sede para aulas de cidadania, informática, circo, costura, capoeira, dança, palestras, workshops e boxe. Além dos professores, policiais do Grupamento de Policiamento em Áreas Especiais ajudam a administrar o espaço.
Outro projeto fez com que a Favela do Cantagalo começasse a receber turistas estrangeiros no ano-novo de 2007. A chegada de três visitantes foi o primeiro passo do projeto Bed and Breakfast ("Cama e Café da manhã"), idealizado pelo empresário e fotógrafo Daniel Plá e pela arquiteta Mirian Gleitzmann. A hospedagem custava cinquenta reais por dia, com direito a café da manhã com suco de laranja, mamão, pão francês e queijo minas. Inicialmente, vinte casas participaram.
Em 1985, foi inaugurado o Plano Inclinado do Pavão-Pavãozinho, dando acesso à comunidade através de um funicular.
Em 23 de dezembro de 2009, a comunidade passou a ser atendida pela 5ª UPP (Unidade de Polícia Pacificadora).
Em 30 de junho de 2010, foi inaugurado o Complexo Rubem Braga, constituído por duas torres, um mirante (o Mirante da Paz, nome este criado pelos próprios moradores do conjunto) e um elevador gratuito ligando o alto do conjunto de favelas à estação de metrô General Osório.
O jogo virtual Call of Duty: Modern Warfare 2 se inspirou na favela Pavão-Pavãozinho.
A cantora brasileira Fernanda Brum tem uma música intitulada "Pavão-Pavãozinho".
Em 2023, a Prefeitura do Rio e o Governo do Estado inauguraram o Ambulatório Médico Especializado Jornalista Susana Naspolini.